# 喬·杜德吉恩
喬·杜德吉恩（英語：Joe Dudgeon；1990年11月26日—）是一位英格蘭足球運動員，在場上的主要位置是左後衛，但也可以勝任中後衛。他現在效力於赫爾城足球俱樂部。他在2014年曾短時間外借至伯恩利足球俱樂部。他出生在英格蘭利茲，但他曾代表北愛爾蘭U21國家隊參賽。

## 外部連結
- Profile at ManUtd.com
- 足球数据库：喬·杜德吉恩的球员统计数据